# Иван Керн
Иван Керн (Жужемберк, Аустроугарска, 3. октобар 1898 — Љубљана, Словенија, 26. јун 1991), учесник Народноослободилачке борбе и контраадмирал ЈНА.

## Биографија
Рођен је 3. октобара 1898. године у месту Жужемберк. Пре Првог светског рата завршио је Електротехнички факултет и Школу ратне морнарице у Паризу. По завршетку школовања 1916. године, стекао је звање инжењера радиотелеграфије и приступио Аустроугарској ратној морнарици.
Након завршетка Првог светског рата службовање наставио у војсци Краљевине Срба, Хрвата и Словенаца где је био пилот. Пре избијања Другог светског рата у Југословенској краљевској ратној морнарици носио чин капетана бојног брода и био је командант дивизиона торпедних чамаца.
16. априла 1941. године током Априлског рата када је потопљен југословенски разарач Загреб капетан Керн са торпедним бродовима класе „Дурмитор“ и „Кајмакчалан“ испловљава из Боко Которског залива у правцу Александрије где се налазила избегличка влада Краљевине Југославије. У Александрији је предао своја два торпедна чамца британској Краљевској морнарици.
Заједно са владом емигрирао у Лондон, где је именован 10. августа 1943. године за Министра саобраћаја, шума и руда Југословенске владе у егзилу. На овој функцији остао до 12. октобра, када је учествовао у преговорима о транзицији Југословенске краљевске морнарице на страну учесника народноослободилачка борбе. Југословенска Краљевска морнарица у то време је располагала два торпедна брода, једном неисправном подморницом и десет торпедних чамаца. Преговори су одржани на остру Вис и завршени су неуспешно због опструкције Британаца.
По доласку Владимира Велебита у Лондон, Керн се повезује са њим. Током разговора са Велебитом, Керн прихвата предлог да разговара са надлежним органима Британије да се под заставу југословенских партизанских одреда ставе трговачки бродови који се налазе на страни Савезника. Током ових преговора није био нарочито успешан (успео да придобије два брода). Након ових неуспешних преговора прикључује се народноослободилачком покрету.
По завршетку Другог светског рата захтевао да буде командант морнарице ЈА, уместо Јосипа Чернија. Образложење је било да Јосип Черни пре рата имао чин капетана корвете и да је био нижи официр од њега. Због својих заслуга у унапређењу партизанских морнарица НОВЈ а на предлог врховног команданта Јосипа Броза Тита, 1945. унапређен је у чин контраадмирала и постављен за првог команданта ратне морнарице ЈА. Убрзо премештен у генералштаб а 22. децембра 1945. године је пензионисан.
Преминуо је 26. јунa 1991. године у Љубљани.
Носилац је Ордена белог орла.